# Terri Irwin
Terri Irwin, nata Raines (Eugene, 20 luglio 1964), è una naturalista e personaggio televisivo statunitense naturalizzata australiana, attuale proprietaria dell'Australia Zoo nella cittadina di Beerwah, nel Queensland, in precedenza gestito dal marito Steve Irwin fino alla sua morte avvenuta nel 2006.

## Biografia
Originaria dell'Oregon, negli Stati Uniti, Terri Raines è figlia di genitori ambientalisti, che gestivano un'attività di autotrasporto a lungo raggio e portavano costantemente a casa diversi animali feriti trovati in autostrada. Questo fece accendere in Terri l'impegno costante nella salvaguardia degli animali selvatici.
Nel 1989 iniziò a lavorare come tecnico veterinario per acquisire ulteriori conoscenze sulla cura e il supporto di tutti gli animali. La sua vita è stata molto impegnata, poiché stava ancora aiutando suo padre a gestire l'azienda di famiglia, riabilitando anche gli animali feriti. 
Nel 1991, mentre era in viaggio in Australia incontrò e conobbe Steve Irwin, proprietario dell'Australia Zoo, fondato nel 1970 dal padre di Irwin, Bob. I due si fidanzarono dopo quattro mesi dal loro primo incontro e si sposarono nel giugno 1992 nella città natale di Terri. Fu durante il loro viaggio di nozze che girarono il loro primo documentario insieme, che sarebbe diventato in seguito il primo episodio della nota serie documentario The Crocodile Hunter. Poco dopo il matrimonio si stabilirono definitivamente in Australia. Dal loro matrimonio nacquero i figli Bindi (1998) e Robert (2003).
Il 4 settembre 2006 il marito Steve morì in un incidente subacqueo mentre stava girando un documentario, quando venne punto al petto da una razza spinosa, il quale sprigionò il suo veleno all'interno di una zona vitale vicino al cuore di Irwin. Fu dichiarato morto qualche ora dopo e Terri prese il suo posto nella gestione dello zoo insieme ai figli.

## Riconoscimenti
Nel 2006 venne nominata come membro onorario dell'Ordine dell'Australia per servigi resi alla conservazione della natura selvaggia e al turismo. 
Poco tempo dopo ricevette anche una laurea honoris causa dall'Università del Queensland.

## Filmografia
- Missione coccodrillo (The Crocodile Hunter: Collision Course), regia di John Stainton (2002) - se stessa